# Diversidad sexual en Laos
La diversidad sexual en Laos se enfrenta a dificultades sociales en comparación con las personas no LGBT. Si bien la homosexualidad es legal en Laos y Human Rights Watch lo califica como uno de los estados comunistas más tolerantes, Laos no brinda protecciones contra la discriminación para las personas LGBT, ni prohíbe los delitos de odio basados en la orientación sexual y la identidad de género.

## Legislación
La actividad sexual entre personas del mismo sexo es legal en Laos y nunca ha sido criminalizada. Laos no heredó leyes contra los homosexuales cuando era una colonia francesa. La edad de consentimiento es 15 años, independientemente del sexo o la orientación sexual.

### Protección contra la discriminación
Laos no cuenta con leyes que prohíban la discriminación basada en la orientación sexual, y su constitución no aborda expresamente cuestiones relacionadas con la orientación sexual o la identidad de género.

## Activismo
Las organizaciones no gubernamentales pueden organizarse y hacer campaña en Laos, pero están bajo supervisión estatal constante. En 2012, Anan Bouapha fundó como la primera asociación LGBT del país, la cual organizó el primer Orgullo LGBT en Laos en junio de 2012. Desde entonces, funcionarios y miembros del gobierno laosiano han asistido a los eventos.

## Cultura LGBT
El primer Orgullo LGBT público en Laos se llevó a cabo en junio de 2012 en el campo deportivo de la embajada de Estados Unidos en Vientián, con 100 participantes, el Family Health International y el Fondo de Población de las Naciones Unidas ayudaron a organizarlo. En 2015, Proud to be Us Laos celebró el primer Día Internacional contra la Homofobia, la Transfobia y la Bifobia en Laos con el apoyo de la Unión Europea. Ese mismo año, por primera vez se le permitió a una persona trans aparecer en un canal nacional laosiano, en el que contó su experiencia como mujer trans en Laos.